# Телешев, Алексей Петрович
Алексе́й Петро́вич Те́лешев (29 сентября 1915, с. Берново, Тверская губерния — 31 марта 1942, Ржев, Калининская область) — командир Красной Армии, младший воентехник, организатор и руководитель подпольной антифашистской организации, действовавшей в оккупированном Ржеве в период с 1941 года по 1942 год.

## Биография
Родился Алексей в небольшом селе Берново, в семье Петра и Марии Телешевых. В одной из деревенских драк отец был убит, и мать, оставшаяся вдовой с двумя сыновьями, в 1926 году вышла замуж за вдовца Николая Кузьмича Еремеева, жителя Ржева, ставшего для Телешева отчимом. Тогда же мать с детьми переехала к новому мужу в город Ржев, поселившись в доме по улице Воровского дом № 36/14.
У Еремеева имелась дочь Августа, в 1928 году Мария Николаевна родила ему ещё одну дочь Томару, и их семья стала состоять из 6 человек.
В 1931 году Алексей окончил Ржевскую железнодорожную среднюю школу, в 1933 году — Ржевское железнодорожное фабрично-заводское училище, получив специальность паровозного мастера.
С 1933 года по 1937 год Алексей работал по специальности, осмотрщиком вагонов на станции Ржев-I.
Хотя отчим Николай Кузьмич хорошо вёл хозяйство, его сад и огород содержались в образцовом порядке, у него был дурной характер, из-за чего в семье возникали постоянные ссоры. Николай Кузьмич упрекал Марию Николаевну, что её сыновья плохо помогают и объедают его. Он всегда был чем-то недоволен. Все это, естественно, отражалось на взаимоотношениях членов семьи. Такая жизнь для Алексея длилась до 11 мая 1937 года, до дня его призыва в Красную Армию, куда он пошёл с большим желанием.
Сразу по призыву Алексея направили в полковую школу при войсковой части № 1957, 31-й стрелковой дивизии Северо-Кавказского военного округа. В марте 1938 года его курсантская жизнь окончилась, и он отправился служить старшим механиком-водителем танка Т-26, став с сентября 1938 года его командиром.
В 1938 году Телешева приняли в комсомол.
23 февраля 1939 года Алексей Телешев принял присягу, оставшись верным ей до конца своих дней. В мае 1939 года Алексея назначили на должность командира взвода, в июле — старшиной 133-го отдельного разведывательного батальона 32-й стрелковой дивизии. В декабре 1939 года направлен на обучение в Борисовское автомобильное училище.
5 мая 1941 года, по окончании училища, Приказом № 00131 Телешеву Алексею Петровичу было присвоено звание младшего воентехника (младший лейтенант), и он для дальнейшего прохождения службы был направлен в 230-й автотранспортный батальон 126-й стрелкой дивизии.

### Участие в боевых действиях
22 июня 1941 года началась Великая Отечественная война. 126-я дивизия, в которой служил Телешев, встретила войну на границе. Не сдержав удар врага, основные силы дивизии отошли по маршруту Пренай — Дерновичи — Рудня — Пустошка.
К началу июля 1941 года дивизия укрепилась в районе Дисны, а 21 июля 1941 года освободила город Великие Луки, где вновь укрепилась и вела бои до конца августа 1941 года.
21 августа 1941 года 126-я стрелковая дивизия перешла в наступление, но попала в окружение, неся большие потери. В районе Торопца, при ударе по плацдарму немецких войск, батальон Телешева почти полностью был уничтожен. Остатки сил, не попавшие в плен, разбрелись по лесам, примкнув к действующим партизанским отрядам. Выживший, но сильно контуженный в той мясорубке Телешев, вместе со своим земляком разведчиком Новожёновым Владимиром Ивановичем, приняли решение пробираться в свой родной Ржев.
Только в октябре 1941 года, под покровом ночи, раздобыв гражданскую одежду, Телешев и Новожёнов проникли в оккупированный Ржев и обосновались в доме отчима Телешева на улице Воровского.

### Подпольная деятельность
В небольшом прифронтовом городе, где численность германских войск иногда достигала 15 тысяч солдат и офицеров, где располагались штабы 6-го и 23-го армейских корпусов 9-й армии вооружённых сил нацистской Германии (вермахт), где полевая жандармерия, тайная полевая полиция (отдел по борьбе со шпионажем и саботажем) были беспощадны к любой форме сопротивления, Телешев и Новожёнов приступили к созданию подпольной организации.
В ряды группы Телешева вошли около 30 человек, среди них вышедший из окружения командир Красной Армии А. Беляков, бывший сотрудник госбезопасности К. Дмитриев, ржевитяне А. Колпашников и А. Виноградов, направленные Калининским обкомом в ржевский партизанский отряд, разведчики 31-й армии Б. Лузин, М. Персиянцев и разведчицы 22-й армии Л. Тимофеева и Т. Львова. Членами организации также стали секретарь горкома комсомола В. Гунчуков, ржевитяне К. Латышев, А. Жильцов, М. Соколов, а также бежавшие из плена бойцы В. Некрасов и В. Монякин.
Созданная Телешевым группа занималась сбором сведений о противнике, находящемся в оккупированном Ржеве. Основой армейской разведки того времени была визуальная разведка. Эти сведения поступали в радиоцентр, суммировались в разведотделах штабов армий и шли в оперативные отделы для практического использования их в боевых действиях.
В группе Телешева для ведения визуальной разведки были достаточные возможности. Во-первых, сам Телешев когда-то служил в разведбатальоне, во-вторых, у него были Новоженов, Персиянцев, Лузин, Тимофеева и Трепчукова, прошедшие курс обучения в разведотделах.
Кроме визуальной разведки, подпольщики Телешева занимались диверсиями: вырезали телефонные кабеля, портили автомобили, расклеивали листовки, сожгли биржу труда с документами, продовольственные склады, похищали оружие, боеприпасы и бланки паспортов, которыми снабжали военнопленных, бежавших с помощью подпольщиков из ржевского концлагеря.
Особенно большое значение для советской авиации имели световые сигналы, которыми подпольщики указывали вражеские объекты: склады с боеприпасами, штабы, дальнобойные артиллерийские установки.
Более пяти месяцев действовала подпольная группа во Ржеве, нанося врагу крупный урон.

### Арест и казнь
Выдал подпольщиков отчим Телешева — Н. К. Еремеев. Он рассказал о группе Телешева квартальному старосте. 26 марта 1942 года Еремеев был вызван к начальнику 2-го полицейского участка, где назвал всех известных ему участников подполья, по его словам, готовившихся поддержать наступление Красной Армии. В этот же день Алексей Телешев был арестован. На следующий день с утра начались аресты остальных участников подполья. Еремеев водил по домам большую группу немцев и переводчика (за своё предательство Еремеев в 1946 году был приговорён к расстрелу).
Несмотря на жесточайшие пытки, ни Телешев, ни Новожёнов, ни Беляков ни в чём не признались. Остальные подпольщики тоже не назвали многих известных им участников сопротивления.
Утром 31 марта 1942 года по требованию квартальных старост на Советскую площадь пришли жители города. Недалеко от разрушенного памятника Ленину была сооружена виселица. В 11 часов под конвоем трёх немецких офицеров и 33-х рядовых солдат привели приговоренных к казни. Алексей Телешев, Владимир Новожёнов и Александр Беляков были повешены. К. Дмитриев, А. Жильцов, В. Некрасов, К. Латышев, Б. Лузин, Т. Львова, В. Монякин, М. Соколов и М. Персиянцев — расстреляны.
Тела повешенных не разрешали снимать три дня, затем их бросили в подвал разрушенного дома.
Руководство уцелевшими членами группы Телешева взял на себя командир Красной армии Изоиль Александрович Жижилкин, которого по доносу предателя-старосты в мае бросили в концлагерь, где он умер от тифа.
До середины лета 1942 года оставшиеся подпольщики этой группы вели активную борьбу с оккупантами. Многие из них были схвачены и расстреляны: И. Савков, Э. Соловьев, Н. Ломаков, В. Шитиков и другие. Казни не только не пресекли антифашистскую борьбу, но и усилили её стократ. Немецким войскам так и не удалось выполнить стратегическую задачу — ударить со стороны Ржева по Москве.
В 1963 году героев-подпольщиков перезахоронили у обелиска Победы на Соборной горе. Указом Президиума Верховного Совета СССР от 10 мая 1965 года Алексей Петрович Телешев награждён орденом Отечественной войны I степени, Владимир Иванович Новожёнов и Александр Васильевич Беляков — орденами Отечественной войны II степени посмертно. Их именами названы улицы Ржева, установлены памятные плиты.

## Память

Аннотационная доска на улице Телешева

- Похоронен в центре Ржева, на «Кургане Славы» (Соборная гора), рядом с обелиском и вечным огнём, в братской могиле вместе с В. Новожёновым и А. Беляковым.
- На месте казни подпольщиков, на Советской площади установлена памятная стела, где перечислены имена казнённых.
- Также памятная стела в честь погибших комсомольцев — подпольщиков установлена в сквере по улице Грацинского (г. Ржев)[5].
- Именем А. П. Телешева названа одна из улиц города Ржева, установлена аннотационная доска.

## Ссылка
- Телешев А. П.
- О Телешеве А. П. на сайте Православной Старицы